# Zhanjia (köpinghuvudort i Kina, Zhejiang Sheng, lat 29,02, long 119,13)
Zhanjia (kinesiska: 詹家镇, 浦山) är en köpinghuvudort i Kina. Den ligger i provinsen Zhejiang, i den östra delen av landet, omkring 170 kilometer sydväst om provinshuvudstaden Hangzhou. Antalet invånare är 20 990. Befolkningen består av 10 248 kvinnor och 10 742 män. Barn under 15 år utgör 15,0 %, vuxna 15-64 år 71 %, och äldre över 65 år 13,0 %.
Runt Zhanjia är det tätbefolkat, med 397 invånare per kvadratkilometer. Närmaste större samhälle är Gaojia, 9,8 km väster om Zhanjia. Trakten runt Zhanjia består till största delen av jordbruksmark.
Genomsnittlig årsnederbörd är 2 285 millimeter. Den regnigaste månaden är juni, med i genomsnitt 470 mm nederbörd, och den torraste är oktober, med 48 mm nederbörd.